# Highfill
Highfill – miasto w Stanach Zjednoczonych, w stanie Arkansas, w hrabstwie Benton.

## Demografia
W roku 2010 miasto zamieszkiwały 583 osoby, a gęstość zaludnienia wynosiła 12,3 osoby/km². W roku 2023 liczba mieszkańców wzrosła do 2417 osób, a gęstość zaludnienia do 51,1 osoby/km². Na przestrzeni 13 lat, ludność Highfill zwkiększyła ponad 4,1-krotnie.